# Алексєєв Петро Федорович
Петро Федорович Алексєєв (нар. 15 січня 1913, місто Ташкент, тепер Узбекистан — 3 лютого 1999, місто Москва) — радянський діяч, журналіст, головний редактор газет «Сельская жизнь», «Советская Россия», «Известия». Член Центральної Ревізійної Комісії КПРС у 1966—1971 роках. Кандидат у члени ЦК КПРС у 1971—1976 роках. Член ЦК КПРС у 1976—1986 роках. Депутат Верховної Ради Російської РФСР 8—9-го скликань. Депутат Верховної Ради СРСР 10-го скликання.

## Життєпис
З 1929 року — підсобний робітник пошукового загону. У 1931—1932 роках — на комсомольській роботі в Узбецькій РСР.
З 1932 по 1949 рік працював журналістом, заступником редактора і редактором республіканських та обласних газет «Правда Востока» (Ташкент) та «Ленинский путь» (Самарканд).
Член ВКП(б) з 1940 року.
У 1948 році закінчив заочно Ташкентський педагогічний інститут і Вищу партійну школу при ЦК ВКП(б) (заочно).
У 1949—1950 роках — редактор газети «Новгородская правда».
У 1950—1953 роках — відповідальний редактор газети «Советское хлопководство».
У 1953—1959 роках — заступник редактора відділу газети «Правда».
У 1959—1960 роках — інструктор відділу пропаганди і агітації ЦК КПРС.
У 1960—1962 роках — заступник, у 1962 році — 1-й заступник головного редактора, у 1962—1971 роках — головний редактор газети «Сельская жизнь».
У 1971—1976 роках — головний редактор газети «Советская Россия».
У лютому 1976 — лютому 1983 року — головний редактор газети «Известия».
З лютого 1983 року — персональний пенсіонер союзного значення в Москві.
Помер 3 лютого 1999 року. Похований на Кунцевському цвинтарі Москви.

## Нагороди і звання
- орден Леніна (14.01.1983)
- орден Жовтневої Революції (9.09.1971)
- три ордени Трудового Червоного Прапора (28.10.1948, 4.05.1962, 29.01.1963)
- два ордени «Знак Пошани» (25.12.1944, 16.01.1950)
- медалі